# 穆尔芬根
穆尔芬根（德語：Mulfingen，發音：[ˈmʊlfɪŋən]）是德国巴登-符腾堡州斯图加特行政区霍恩洛厄县的市镇，面积80.09平方千米，2023年12月31日人口为3,651人。